# Stomphia vinosa
Stomphia vinosa is een zeeanemonensoort uit de familie Actinostolidae.
Stomphia vinosa is voor het eerst wetenschappelijk beschreven door McMurrich in 1893.